# Санча Кастильская (королева Наварры)
Са́нча Касти́льская (исп. Sancha de Castilla; 1139 — 5 августа 1179) — королева Наварры, жена Санчо VI Наваррского.

## Биография
Санча была дочерью Альфонсо VII, короля Леона и Кастилии и его первой жены Беренгарии Барселонской.
Санча была четвёртым из семерых детей Беренгарии и Альфонсо VII и сестрой Санчо III Кастильского, Фердинанда II Леонского и Констанции, королевы Франции, сводной сестрой Санчи, королевы Арагона.
В 1157 году Санча вышла замуж за короля Санчо VI Наваррского. Его царствование было отмечено многочисленными столкновениями с Кастилией и Арагоном. Санчо основал ряд монастырей и вывел Наварру на политическую сцену Европы.
У Санчо VI и Санчи было шестеро детей:
- Санчо VII
- Фернандо
- Рамиро, епископ Памплоны
- Беренгария (ум. 1230 или 1232), жена Ричарда I Львиное Сердце
- Констанция
- Бланка, жена графа Тибо III Шампанского

Санча умерла в 1179 году, в возрасте около сорока лет. Санчо VI остался вдовцом и больше не женился.